# 1277 Dolores
Az 1277 Dolores (ideiglenes jelöléssel 1933 HA) a Naprendszer kisbolygóövében található aszteroida. Grigorij Neujmin fedezte fel 1933. április 18-án.